# 霧幻峡の渡し

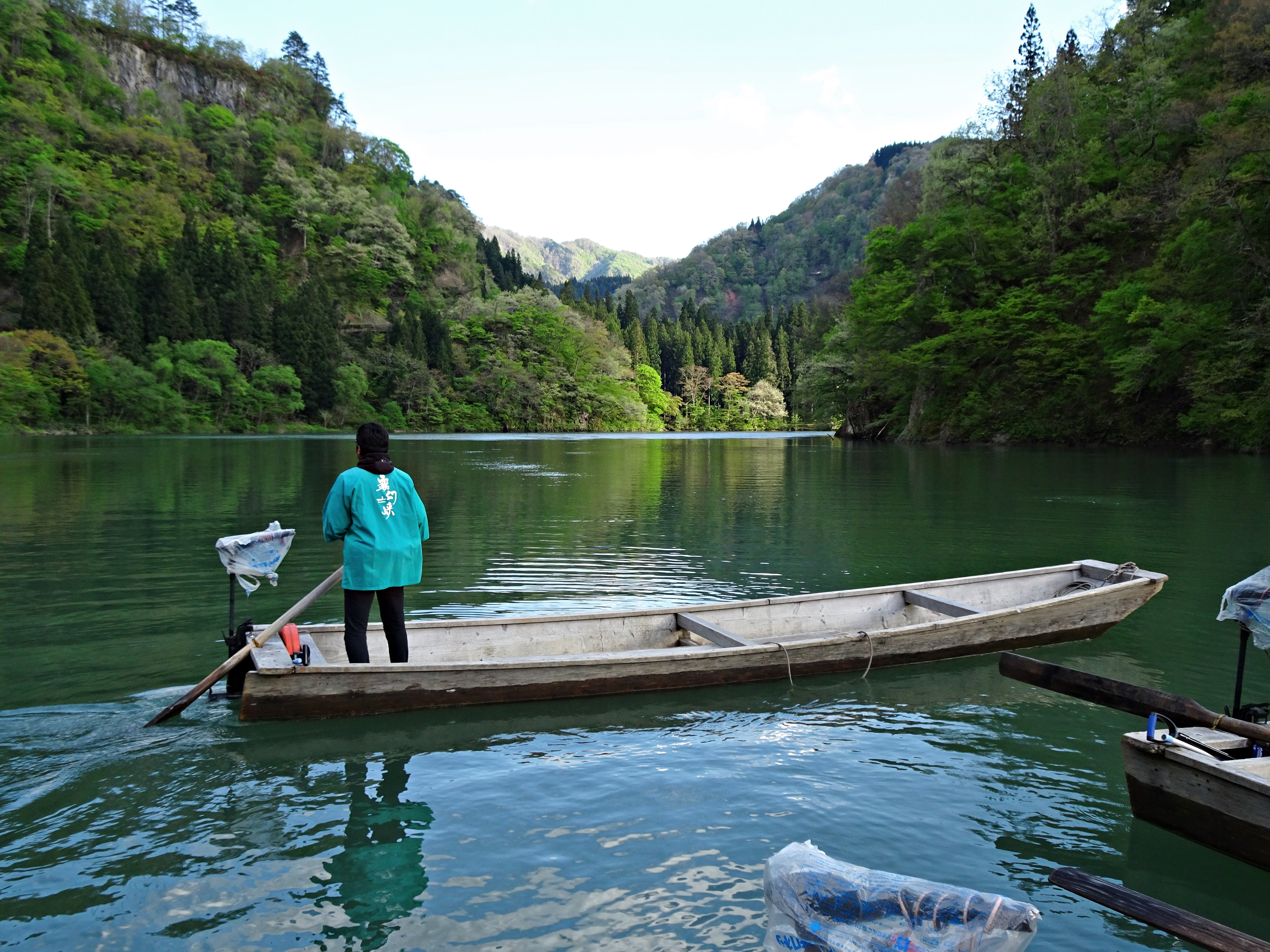
夢幻峡の渡し

霧幻峡の渡し（むげんきょうのわたし）とは、福島県大沼郡三島町・金山町に跨る只見川で運航されている手漕ぎの渡し舟。地域住民の足となっていた渡し舟を、観光用として復活させたものである。周辺は越後三山只見国定公園に属する。
「霧幻峡」の名は、6〜8月の朝夕を中心に川霧が多く発生することに因む。

## 歴史

### 三更集落の渡し舟
福島県金山町の三更集落では、10戸全戸が渡し舟を所有し、駅のある対岸の早戸集落との間を住民自らが船頭となって行き来していた。しかし地滑りを起こしやすい地質に加え、1953年（昭和28年）から行われた硫黄採掘で地盤が不安定となり、1956年（昭和31年）に切羽の落盤が発生した。以降、山は陥没や崩落を繰り返すようになり、1963年（昭和38年）4月15日に発生した山崩れを機に一部世帯が移転、残りの世帯も1964年（昭和39年）4月16日に再び発生した山崩れの後、移転した。移転先は、約800 m離れた雨沼地区。

### 渡し舟の復活
2010年（平成22年）、地域の過疎化に危機感を抱いた三更集落出身の郷土写真家で建設会社役員の星賢孝により、渡し舟を復活させる霧幻峡プロジェクトが発足。県の補助金を得て2艘を建造し土日祝日の定期運航を開始した。2012年には福島県が選定した「ふくしまの水文化」の「生活の中の水文化」に選ばれた。
2019年（令和元年）には金山町観光物産協会に運航の権利が譲渡された。
三更集落跡には県外の人が別荘として保有する曲り家の古民家があり、不在時には観光客向けに開放される。
なお、早戸地区では過去にも遊覧船が運行されていたことがあり、2006年（平成18年）には早戸温泉つるの湯企業組合が購入した屋形船「つるの湯丸」が運航されていた。

## 運航
4月下旬から11月中旬までの期間、日の出から日没まで運航されている。
乗船場はJR只見線 早戸駅に近い。乗船は予約制である。乗船のみの周遊プラン（約45分間）と散策付きプラン（約90分間）がある。
台湾からの観光客が多く訪れることが特筆される。